# Apathya cappadocica
Apathya cappadocica е вид влечуго от семейство Гущерови (Lacertidae). Видът е незастрашен от изчезване.

## Разпространение
Разпространен е в Ирак, Иран, Сирия и Турция.

## Описание
Популацията на вида е стабилна.